# ابتهال الخطيب
ابتهال الخطيب  (15 فبراير 1972 -)؛ ناشطة حقوقية واجتماعية، كاتبة، أكاديمية وسياسية كويتية.
أستاذة جامعية في جامعة الكويت بكلية الآداب قسم اللغة الإنجليزية وأدابها، وهي عضو هيئة تدريس منذ عام 2003 بالقسم برتبة مدرس، بتخصص الأدب والمسرح الحديث. حصلت على الدكتوراة من جامعة كولورادو بولدر سنة 2003.
تعتبر كاتبة صحفية في صحيفة الجريدة الكويتية، عرفت بجرأتها في تناول المواضيع المتعلقة بحقوق الإنسان، وتملك فكرًا يعد تحرريًا علمانيًا سبب لها صدامًا عنيفًا مع التيارات الدينية السنية والشيعية.
وقامت بعدد من اللقاءات التلفزيونية منها مع تركي الدخيل في برنامج «اضاءات» ومع وفاء الكيلاني في «بدون رقابة» ومع زاهي وهبي في«بيت القصيدة» ومع عبد الله بوفتين في لقاء الراي.

## مؤلفاتها

### كتب
- الساحل البشري (عالم المعرفة، 430)[6]
- مختصر تاريخ العالم[7]
- أهداف ضرورية[8]

### نشرت عددا من الترجمات مثل
- مسرحية «أهداف ضرورية» للكاتبة ايف آنسلر، ترجمة من الإنكليزية إلى العربية.
- «كتاب مختصر تاريخ العالم» للكاتب أي أتش جومبريتش، ترجمة من الإنكليزية إلى العربية.

### ونشرت عددا من الأوراق العلمية منها
- (2016): «سعدالله ونوس: من الوجودي إلى الناشط السياسي»، الثقافة العالمية، (184)، 74-93.

- (2016): «سبل تفعيل الثقافة في إحداث التنمية واستدامتها»، مسؤولية المدرسة في تنمية الثقافة، 69-76.[9]